# Балуан (вулкан)
Вулкан Балуан - стратовулкан (висотою 254 м) , розташований на однойменному острові, що входить до складу провінції Манус, Папуа - Нова Гвінея. Розташований на південь від острова Манус . 
Круглий острів Балуан шириною 5,5 км на Адміралтейських островах утворений плейстоценовим стратовулканом із великим кратером на вершині та кількома фланговими отворам. Вулкан почав формуватися в пізньому плейстоцені і закінчив свою діяльність в епоху голоцену. Вулканічна активність не зафіксована в історичний час, хоча поблизу вулкана є теплі джерела, а також невеликі острівці, що знаходяться на північ від вулкана, які є результатом ранньої діяльності вулкана. Вулкан складається переважно з базальту, що його виділяє за складом від довколишніх вулканів, до складу яких переважно входить ріоліт. Відкладення пірокластичних потоків вулкана розташовані на північному краю острова. Схили вулкана і сам кратер покриті тропічними лісами. Саброма, еліптичний вершинний кратер, має максимальну ширину близько 1 км. Дугоподібний край пірокластичного конуса гори Батапона виділяється на північному краю острова. Кілька невеликих островів, що складаються із залишків конуса, розташовані в кілометрі від північного узбережжя. Єдиним повідомленням про активність є невизначений опис виверження підводного човна поблизу острова в 1931 році.